# Rotschwanz-Pflanzenmäher
Der Rotschwanz-Pflanzenmäher (Phytotoma rara), manchmal auch Chilenischer Pflanzenmäher genannt, ist eine Art der Schmuckvögel. Die Art kommt ausschließlich im Südwesten Südamerikas vor.

## Erscheinungsbild

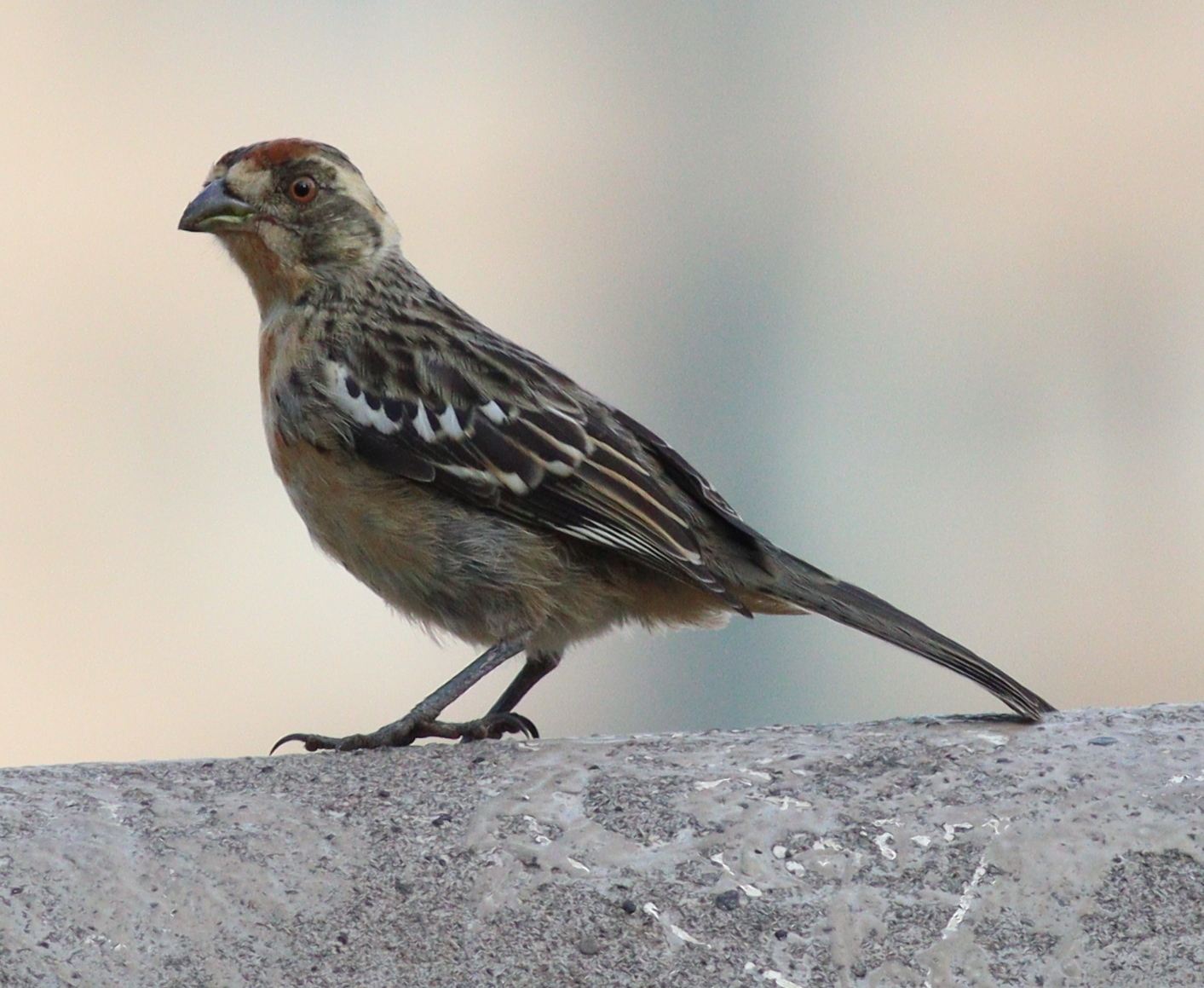
Rotschwanz-Pflanzenmäher, Weibchen

Der Rotschwanz-Pflanzenmäher erreicht eine Körperlänge zwischen 18 und 20 Zentimetern. Die Flügel sind kurz, die Augen sind rot. Der Schwanz ist länglich und schwarz mit einer roten Basis. Die Körperoberseite des Männchens ist graubraun mit einer dunklen Strichelung. Die Federhaube ist rotbraun. Die Wange ist schwarz mit weißen Malen. Der Schnabel ist kurz und dick. Er weist eine gesägte Kante auf, mit dem der Rotschwanz-Pflanzenmäher Knospen, Blätter und Früchte von den Trieben streifen kann. 
Es besteht ein Geschlechtsdimorphismus. Den Weibchen fehlt die rotbraune Federhaube. Sie haben allerdings eine zimtfarbene Stirn und Kehle.

## Verbreitung und Verhalten
Der Rotschwanz-Pflanzenmäher hat ein Verbreitungsgebiet, das weiter nach Süden reicht, als dies für die meisten der Schmuckvögel charakteristisch ist. Sein Verbreitungsgebiet sind Waldränder und Flusstäler in Chile und im Westen von Argentinien. Sein Verbreitungsgebiet reicht von der Región de Magallanes y de la Antártica Chilena bis zur Región de Atacama und von Santa Cruz, Argentinien bis Mendoza. Auf den Falkland-Inseln findet sich der Rotschwanz-Pflanzenmäher gelegentlich als Irrgast ein.
Der Rotschwanz-Pflanzenmäher frisst überwiegend Gras, Knospen, junge Triebe, Blätter, Früchte und Beeren. Zum Nahrungsspektrum gehören in geringem Umfang auch Insekten und deren Larven. Insbesondere die Jungvögel werden mit diesen gefüttert.
Das Nest wird in Bäumen oder Sträuchern errichtet. Das Gelege umfasst zwei bis vier Eier.

## Belege

### Weblink
- Phytotoma rara in der Roten Liste gefährdeter Arten der IUCN 2024.2. Eingestellt von: BirdLife International, 2024. Abgerufen am 15. Januar 2025.
- Rotschwanz-Pflanzenmäher (Phytotoma rara) bei Avibase
- Rotschwanz-Pflanzenmäher (Phytotoma rara) auf eBird.org
- xeno-canto: Tonaufnahmen – Rotschwanz-Pflanzenmäher (Phytotoma rara)
- Rufous Tailed Plantcutter (Phytotoma rara) in der Encyclopedia of Life.  (englisch).